# Sandersiella acuminata
Sandersiella acuminata är en kräftdjursart som beskrevs av Sueo M. Shiino 1965. Sandersiella acuminata ingår i släktet Sandersiella och familjen Hutchinsoniellidae. Inga underarter finns listade i Catalogue of Life.